# AutoPro Plaque
WHL Plus-Minus Award je bývalá hokejová trofej udělovaná každoročně hokejistovi juniorské ligy Quebec Major Junior Hockey League, který zvítězil v bodování +/-. Trofej byla v letech 1989-1994 udílena pod názvem Transamerica Plaque. Její udílení bylo ukončeno po sezóně 2001-02.

## Vítězové
| Sezóna              | Jméno               | Tým                          | +/-            |
| AutoPro Plaque      | AutoPro Plaque      | AutoPro Plaque               | AutoPro Plaque |
| ------------------- | ------------------- | ---------------------------- | -------------- |
| 2001–02             | Jonathan Bellemare  | Shawinigan Cataractes        | +43            |
| 2000–01             | Simon Gamache       | Val-d'Or Foreurs             | +64            |
| 1999–00             | Brad Richards       | Rimouski Océanic             | +80            |
| 1998–99             | Simon Tremblay      | Québec Remparts              | +71            |
| 1997–98             | David Thibeault     | Victoriaville Tigres         | +53            |
| 1996–97             | Pavel Rosa          | Hull Olympiques              | +59            |
| 1995–96             | Daniel Goneau       | Granby Prédateurs            | +82            |
| 1994–95             | Frederic Chartier   | Laval Titan Collège Français | +54            |
| Transamerica Plaque |                     |                              |                |
| 1993–94             | Michel St. Jacques  | Chicoutimi Saguenéens        | +64            |
| 1992–93             | Claude Savoie       | Victoriaville Tigres         | +47            |
| 1991–92             | Carl Boudreau       | Trois-Rivières Draveurs      | +49            |
| 1990–91             | Christian Lariviere | Saint-Hyacinthe Laser        | +50            |
| 1989–90             | Martin St. Amour    | Trois-Rivières Draveurs      | +64            |